# Хитц, Дора
Дора Хитц (нем. Dora Hitz; 30 марта 1856, Альтдорф-Нюрнберг — 20 ноября 1924, Берлин) — немецкая художница.

## Биография
Дора Хитц известна как придворная художница Румынского королевства, член художественной Ноябрьской группы и одна из основательниц движения Берлинский сецессион.
Хитц начала изучать живопись в возрасте 13 лет, в мюнхенской «Женской школе фрау Вебер». Одним из её учителей был художник Вильгельм фон Линденшмидт Младший. В Мюнхене же она на Художественно-индустриальной выставке в 1876 году знакомится с Элизабет цу Вид, будущей королевой Румынии. Элизабет приглашает Дору Хитц в Румынию в качестве придворной художницы, где она, помимо прочего, создаёт фрески в Музыкальном зале королевского замка Пелеш в Синае.
С 1880 года Дора Хитц живёт в Париже, где учится у художников Эжена Каррьера, Бенжамена-Констана и Гюстава Куртуа. В 1886—1887 году она снова в Румынии, затем возвращается во Францию, живёт в Бретани (1890) и в Нормандии (1891—1892). В 1890 году вступает в Общество французских художников, была награждена медалью общества. В 1891 году вступает в импрессионистское Общество Марсова поля. В Бельгии становится членом Королевского бельгийского общества акварелистов.
В 1891 году недолго живёт в Дрездене, а в 1892-м окончательно переселяется в Берлин, где становится членом Объединения берлинских художниц и подруг искусства; выполняет заказы по портретной живописи. В 1894 году открывает женскую художественную школу и художественное ателье на Тиргартен. Была дружна с художниками Максом Бекманом и Кете Кольвиц.
С 1892 по 1921 год — член Союза Берлинских художников. С 1898 года Дора Хитц — одна из основательниц движения Берлинский сецессион. В 1906 году она получает премию Вилла Романа и стипендию для поездки во Флоренцию.

## Творчество
Художница отличалась великолепным изображением женской фигуры, девочек и матерей. После пребывания во Франции писала в импрессионистской манере.
Наиболее значимо работы Доры Хитц представлены в музеях Берлина, Лейпцига и Нюрнберга.